# Grand Prix automobile de Miami 2024
GP précédent GP suivant
Le Grand Prix automobile de Miami 2024 (Formula 1 crypto.com Miami Grand Prix 2024), disputé le 5 mai 2024 sur l'Autodrome international de Miami est la 1107e épreuve du championnat du monde de Formule 1 courue depuis 1950. Il s'agit de la troisième édition du Grand Prix de Miami comptant pour le championnat du monde de Formule 1 et de la sixième manche du championnat 2024. L'épreuve se déroule depuis 2022 sur l'Autodrome international de Miami, un circuit temporaire de 5,41 km construit sur le site du Hard Rock Stadium à Miami Gardens. Deux semaines après le Grand Prix de Chine, Miami enchaîne avec un second weekend comportant une course sprint. Selon la formule adoptée en 2024, il n'y a qu'une seule séance d'essais libres le vendredi matin, suivie par les qualifications du sprint. Le samedi, la course sprint a lieu à midi, l'après-midi étant consacré aux qualifications pour le Grand Prix du dimanche.
Parti en tête du sprint, Max Verstappen remporte sans problème sa neuvième victoire en quatorze courses disputées dans ce format depuis 2021 ; il lui a suffi de contrôler Charles Leclerc dans le premier virage. Sous le drapeau à damier, les six premiers sont les mêmes que sur la grille de départ, Sergio Pérez reprenant l'avantage sur  Daniel Ricciardo pour le gain de la troisième place après que l'Australien a pris un meilleur départ que lui. Ce dernier résiste au duo formé par Carlos Sainz et Oscar Piastri jusqu'au bout pour se classer quatrième. Nico Hülkenberg, remonté du dixième rang et Yuki Tsunoda, du quinzième, prennent les derniers points en jeu à la suite de la pénalisation de Lewis Hamilton.
Comme en Chine, deux semaines auparavant, Verstappen domine ensuite les qualifications et reste invaincu dans cet exercice cette saison. Il obtient sa sixième pole position de l'année, la trente-huitième de sa carrière en devançant Leclerc de 141 millièmes de seconde dès sa première tentative en Q3. Aucun des trois premiers n'améliore lors des deuxièmes tentatives. La deuxième ligne présente également un duo Red Bull-Ferrari, Sainz s'élançant troisième devant Pérez ; suivent les pilotes McLaren, Lando Norris devant Piastri. Les Mercedes de George Russell, septième, et Lewis Hamilton occupent la quatrième ligne. Comme lors du sprint, Hülkenberg et Tsunoda se mettent en valeur en partant de la cinquième ligne.
Max Verstappen et sa RB20 n'avaient pas encore été dominés sur la piste cette saison. Grâce à son très bon rythme général, une monoplace très rapide, une course sans erreur et un coup de chance, Lando Norris réussit à battre le Néerlandais pour devenir le 114e vainqueur en Formule 1, s'imposant après quinze podiums, huit deuxièmes places, 110 départs en six saisons. Il prend la tête après vingt-sept tours alors que ses rivaux passent au stand, puis bénéficie, au moment de son propre arrêt dans la trentième boucle, de la sortie de la voiture de sécurité qui se poste devant Verstappen, le ralentissant considérablement, alors qu'il regagne la piste. Ainsi installé à l'avant, Norris augmente régulièrement son avance sur le leader du championnat pour l'emporter avec plus de sept secondes d'avance ; à deux secondes du Néerlandais, Charles Leclerc complète le podium.
Les MCL38 se présentent à Miami avec de nombreuses évolutions et une dizaine de pièces neuves ; ce pari risqué se transforme en un gain de performance substantiel pour ses deux pilotes ; Oscar Piastri manque néanmoins d'inscrire de gros points (dont celui du meilleur tour réalisé dans sa 43e boucle) à cause d'un accrochage avec Sainz au trente-neuvième tour qui ruine sa course puisqu'il repart du dernier rang après avoir dû changer de museau. Son coéquipier Lando Norris lui dispute durant toute la course le qualificatif de pilote le plus rapide en piste. Au départ, Sergio Pérez manque de provoquer un chaos en ratant le premier virage et en revenant brutalement en piste ; Leclerc, qui avait raté son envol, se faufile pour reprendre sa deuxième place. Comme d'habitude cette saison, quelques virages suffisent à Verstappen pour se mettre hors de portée d'aileron mobile ; toutefois, la meute ne se fait pas trop distancer. Au bout de quatre tours, Piastri dépasse Leclerc pour le gain de la deuxième place puis, dans le dix-septième tour, Norris double Pérez pour rouler en cinquième position.
Leclerc est le premier des leaders à changer ses pneus, au vingtième tour, tandis que Norris enchaîne les meilleurs tours. Verstappen s'arrête à la fin de la vingt-troisième boucle, Piastri et Sainz dans la vingt-septième, laissant les commandes à Norris. Au tour suivant, Logan Sargeant et Kevin Magnussen s'accrochent, provoquant la sortie de la voiture de sécurité au moment où Norris s'engage dans la voie des stands. Elle se positionne devant Verstappen, le ralentissant, alors que le Britannique reprend la piste sans personne devant lui ; le temps que tout le peloton dépasse la Safety Car, la relance n'intervient qu'au trente-deuxième tour. Norris ne laisse aucune chance à Verstappen qui se plaint d'une voiture avec laquelle « il ne peut pas tourner ». Leclerc se rapproche ainsi du triple champion du monde et termine non loin sous le drapeau à damier. Débarrassé de Piastri qu'il a accroché en le dépassant, Sainz passe la ligne d'arrivée en quatrième position mais, pénalisé, laisse sa place à Pérez. Lewis Hamilton prend la sixième place sans avoir pu lutter pour une meilleure position et Yuki Tsunoda fait à nouveau briller les couleurs de Racing Bulls en s'intercalant entre les Mercedes, devant George Russell. En délicatesse avec son Aston Martin AMR24 durant tout le weekend, Fernando Alonso remonte jusqu'au neuvième rang en dépassant, à dix tours du but, Esteban Ocon qui apporte à Alpine son premier point de la saison.
Bien que battu, Verstappen n'engrange pas moins de 26 points à Miami (grâce à sa victoire dans le sprint), plus que le vainqueur du jour. Il augmente son avance en tête du championnat avec 136 points, 33 de mieux que son coéquipier Sergio Pérez (103 points). Charles Leclerc conforte sa troisième place (98 points) alors que Norris prend le quatrième rang devant Sainz à égalité de points (83 points) ; suivent Piastri (41 points), Russell (37 points), Alonso (33 points), Hamilton (27 points) et Tsunoda, dixième avec 14 points. Chez les constructeurs, Red Bull (239 points) devance Ferrari (187 points) et McLaren (124 points). Mercedes reste quatrième (64 points) devant Aston Martin (42 points). Racing Bulls augmente son capital (19 points) et précède Haas (7 points). Alpine est désormais huitième avec 1 point ; en fond de classement évoluent Williams et Kick Sauber qui n'ont pas marqué.

## Pneus disponibles
| Pneus pour piste sèche | Pneus pour piste sèche | Pneus pour piste sèche | Pneus pluie    | Pneus pluie |
| ---------------------- | ---------------------- | ---------------------- | -------------- | ----------- |
| Durs (Type C2)         | Medium (Type C3)       | Tendres (Type C4)      | Intermédiaires | Pluie       |

## Essais libres et qualifications sprint

### Première séance, le vendredi de 11 h 30 à 12 h 30
| Pos. | Pilote           | Voiture               | Chrono         | Écart     |
| ---- | ---------------- | --------------------- | -------------- | --------- |
| 1    | Max Verstappen   | Red Bull-Honda RBPT   | 1 min 28 s 595 |           |
| 2    | Oscar Piastri    | McLaren-Mercedes      | 1 min 28 s 700 | + 0 s 105 |
| 3    | Carlos Sainz Jr. | Ferrari               | 1 min 28 s 711 | + 0 s 116 |
| 4    | George Russell   | Mercedes              | 1 min 28 s 784 | + 0 s 189 |
| 5    | Lance Stroll     | Aston Martin-Mercedes | 1 min 28 s 817 | + 0 s 222 |
| 6    | Sergio Pérez     | Red Bull-Honda RBPT   | 1 min 28 s 868 | + 0 s 273 |

- La séance est interrompue par un drapeau rouge durant dix minutes après que Charles Leclerc est parti en tête-à-queue au début de la ligne droite opposée ; dans l'impossibilité de se relancer, sa SF-24 est évacuée par les commissaires[4].

### Qualifications sprint, le vendredi de 16 h 30 h à 17 h 14
| Pos. | Pilote           | Écurie                  | SQ1 (12 min)   | SQ2 (10 min)   | SQ3 (8 min)    |
| --- | ---------------- | ----------------------- | -------------- | -------------- | -------------- |
| 1 | Max Verstappen   | Red Bull-Honda RBPT     | 1 min 28 s 194 | 1 min 28 s 001 | 1 min 27 s 641 |
| 2 | Charles Leclerc  | Ferrari                 | 1 min 28 s 537 | 1 min 27 s 977 | 1 min 27 s 749 |
| 3 | Sergio Pérez     | Red Bull-Honda RBPT     | 1 min 28 s 681 | 1 min 27 s 865 | 1 min 27 s 876 |
| 4 | Daniel Ricciardo | Racing Bulls-Honda RBPT | 1 min 28 s 700 | 1 min 28 s 122 | 1 min 28 s 044 |
| 5 | Carlos Sainz Jr. | Ferrari                 | 1 min 28 s 435 | 1 min 28 s 262 | 1 min 28 s 103 |
| 6 | Oscar Piastri    | McLaren-Mercedes        | 1 min 28 s 056 | 1 min 28 s 163 | 1 min 28 s 161 |
| 7 | Lance Stroll     | Aston Martin-Mercedes   | 1 min 28 s 807 | 1 min 28 s 323 | 1 min 28 s 375 |
| 8 | Fernando Alonso  | Aston Martin-Mercedes   | 1 min 28 s 192 | 1 min 28 s 189 | 1 min 28 s 419 |
| 9 | Lando Norris     | McLaren-Mercedes        | 1 min 27 s 939 | 1 min 27 s 597 | 1 min 28 s 472 |
| 10 | Nico Hülkenberg  | Haas-Ferrari            | 1 min 29 s 040 | 1 min 28 s 330 | 1 min 28 s 476 |
| 11 | George Russell   | Mercedes                | 1 min 28 s 387 | 1 min 28 s 343 |                |
| 12 | Lewis Hamilton   | Mercedes                | 1 min 28 s 736 | 1 min 28 s 371 |                |
| 13 | Esteban Ocon     | Alpine-Renault          | 1 min 28 s 873 | 1 min 28 s 379 |                |
| 14 | Kevin Magnussen  | Haas-Ferrari            | 1 min 28 s 377 | 1 min 28 s 614 |                |
| 15 | Yuki Tsunoda     | Racing Bulls-Honda RBPT | 1 min 28 s 687 | pas de temps   |                |
| 16 | Pierre Gasly     | Alpine-Renault          | 1 min 29 s 185 |                |                |
| 17 | Zhou Guanyu      | Kick Sauber-Ferrari     | 1 min 29 s 267 |                |                |
| 18 | Valtteri Bottas  | Kick Sauber-Ferrari     | 1 min 29 s 360 |                |                |
| 19 | Logan Sargeant   | Williams-Mercedes       | 1 min 29 s 551 |                |                |
| 20 | Alexander Albon  | Williams-Mercedes       | 1 min 29 s 858 |                |                |
| Temps minimal à réaliser pour la qualification : 1 min 34 s 094 (107 % du meilleur temps en SQ1 : 1 min 27 s 597) |                  |                         |                |                |                |

- Les meilleurs temps d'Alexander Albon (1 min 29 s 112) en SQ1 et de Yuki Tsunoda en SQ2 (1min 28 s 736) sont supprimés pour non respect des limites de piste[6].

### Grille de départ de la course Sprint
- Valtteri Bottas, auteur du dix-huitième temps, écope d'une pénalité d'un recul de trois places sur la grille de départ de la course sprint pour avoir gêné Oscar Piastri ; il s'élance depuis la dernière place[7],[8].
- Alexander Albon, auteur du vingtième et dernier temps, est pénalisé d'un départ depuis la voie des stands après un changement de réglage de suspension durant la procédure de parc fermé[9].

## Sprint et qualifications pour le Grand Prix

### Course sprint, le samedi  de 12 h à 13 h
| Pos. | Pilote           | Voiture                 | Tours | Temps/Abandon                            | Grille  | Points |
| ---- | ---------------- | ----------------------- | ----- | ---------------------------------------- | ------- | ------ |
| 1    | Max Verstappen   | Red Bull-Honda RBPT     | 19    | 31 min 31 s 383 (195,418 km/h)           | 1       | 8      |
| 2    | Charles Leclerc  | Ferrari                 | 19    | + 3 s 371                                | 2       | 7      |
| 3    | Sergio Pérez     | Red Bull-Honda RBPT     | 19    | + 5 s 095                                | 3       | 6      |
| 4    | Daniel Ricciardo | Racing Bulls-Honda RBPT | 19    | + 14 s 971                               | 4       | 5      |
| 5    | Carlos Sainz Jr. | Ferrari                 | 19    | + 15 s 222                               | 5       | 4      |
| 6    | Oscar Piastri    | McLaren-Mercedes        | 19    | + 15 s 750                               | 6       | 3      |
| 7    | Nico Hülkenberg  | Haas-Ferrari            | 19    | + 22 s 054                               | 10      | 2      |
| 8    | Yuki Tsunoda     | Racing Bulls-Honda RBPT | 19    | + 29 s 816                               | 15      | 1      |
| 9    | Pierre Gasly     | Alpine-Renault          | 19    | + 31 s 880                               | 16      |        |
| 10   | Logan Sargeant   | Williams-Mercedes       | 19    | + 34 s 355                               | 18      |        |
| 11   | Zhou Guanyu      | Kick Sauber-Ferrari     | 19    | + 35 s 078                               | 17      |        |
| 12   | George Russell   | Mercedes                | 19    | + 35 s 755                               | 11      |        |
| 13   | Alexander Albon  | Williams-Mercedes       | 19    | + 36 s 086                               | Pitlane |        |
| 14   | Valtteri Bottas  | Kick Sauber-Ferrari     | 19    | + 36 s 892                               | 19      |        |
| 15   | Esteban Ocon     | Alpine-Renault          | 19    | + 37 s 740                               | 13      |        |
| 16   | Lewis Hamilton   | Mercedes                | 19    | + 49 s 347 (dont 20 s de pénalité)       | 12      |        |
| 17   | Fernando Alonso  | Aston Martin-Mercedes   | 19    | + 59 s 409                               | 8       |        |
| 18   | Kevin Magnussen  | Haas-Ferrari            | 19    | + 1 min 06 s 303 (dont 35 s de pénalité) | 14      |        |
| Abd. | Lance Stroll     | Aston Martin-Mercedes   | 1     | Accrochage                               | 7       |        |
| Abd. | Lando Norris     | McLaren-Mercedes        | 0     | Accrochage                               | 9       |        |

- Dans le premier virage, Lewis Hamilton tasse Fernando Alonso qui percute Lance Stroll lequel envoie Lando Norris en tête-à-queue, ces deux derniers abandonnent tandis qu'Alonso repasse par son stand à cause d'une crevaison ; la voiture de sécurité est sortie du deuxième au quatrième tour.
- Kevin Magnussen écope de trois pénalités de dix secondes pour avoir obtenu un avantage en dehors de la piste et une pénalité de cinq secondes pour non respect des limites de la piste[11].
- Lewis Hamilton est pénalisé d'un drive-through pour vitesse excessive dans la voie des stands sous régime de voiture de sécurité ; la pénalité ayant été attribuée après la course est finalement convertie en vingt secondes ajoutées au temps de course, ce qui lui fait perdre le point de la huitième place[12],[13].
- Esteban Ocon reçoit dix secondes de pénalité à la suite d'un contact avec Charles Leclerc dans la voie des stands lors de la mise en grille ; il les purge pendant la sortie de la voiture de sécurité[14].

### Qualifications, le samedi de 16 h à 17 h
| Pos. | Pilote           | Écurie                  | Qualifications 1 | Qualifications 2 | Qualifications 3 |
| --- | ---------------- | ----------------------- | ---------------- | ---------------- | ---------------- |
| 1 | Max Verstappen   | Red Bull-Honda RBPT     | 1 min 27 s 689   | 1 min 27 s 566   | 1 min 27 s 241   |
| 2 | Charles Leclerc  | Ferrari                 | 1 min 28 s 081   | 1 min 27 s 533   | 1 min 27 s 382   |
| 3 | Carlos Sainz Jr. | Ferrari                 | 1 min 27 s 937   | 1 min 27 s 941   | 1 min 27 s 455   |
| 4 | Sergio Pérez     | Red Bull-Honda RBPT     | 1 min 27 s 772   | 1 min 27 s 839   | 1 min 27 s 460   |
| 5 | Lando Norris     | McLaren-Mercedes        | 1 min 27 s 913   | 1 min 27 s 871   | 1 min 27 s 594   |
| 6 | Oscar Piastri    | McLaren-Mercedes        | 1 min 28 s 032   | 1 min 27 s 721   | 1 min 27 s 675   |
| 7 | George Russell   | Mercedes                | 1 min 28 s 159   | 1 min 28 s 095   | 1 min 28 s 067   |
| 8 | Lewis Hamilton   | Mercedes                | 1 min 28 s 167   | 1 min 27 s 697   | 1 min 28 s 107   |
| 9 | Nico Hülkenberg  | Haas-Ferrari            | 1 min 28 s 383   | 1 min 28 s 200   | 1 min 28 s 146   |
| 10 | Yuki Tsunoda     | Racing Bulls-Honda RBPT | 1 min 28 s 324   | 1 min 28 s 167   | 1 min 28 s 192   |
| 11 | Lance Stroll     | Aston Martin-Mercedes   | 1 min 28 s 177   | 1 min 28 s 222   |                  |
| 12 | Pierre Gasly     | Alpine-Renault          | 1 min 27 s 976   | 1 min 28 s 324   |                  |
| 13 | Esteban Ocon     | Alpine-Renault          | 1 min 28 s 209   | 1 min 28 s 371   |                  |
| 14 | Alexander Albon  | Williams-Mercedes       | 1 min 28 s 343   | 1 min 28 s 413   |                  |
| 15 | Fernando Alonso  | Aston Martin-Mercedes   | 1 min 28 s 453   | 1 min 28 s 427   |                  |
| 16 | Valtteri Bottas  | Kick Sauber-Ferrari     | 1 min 28 s 463   |                  |                  |
| 17 | Logan Sargeant   | Williams-Mercedes       | 1 min 28 s 487   |                  |                  |
| 18 | Daniel Ricciardo | Racing Bulls-Honda RBPT | 1 min 28 s 617   |                  |                  |
| 19 | Kevin Magnussen  | Haas-Ferrari            | 1 min 28 s 619   |                  |                  |
| 20 | Zhou Guanyu      | Kick Sauber-Ferrari     | 1 min 28 s 824   |                  |                  |
| Temps minimal à réaliser pour la qualification : 1 min 33 s 827 (107 % du meilleur temps en Q1 : 1 min 27 s 689) |                  |                         |                  |                  |                  |

### Grille de départ
- Daniel Ricciardo, auteur du dix-huitième temps, est pénalisé d'un recul de trois places sur la grille pour avoir dépassé Nico Hülkenberg sous le régime de la voiture de sécurité lors du Grand Prix précédent, à Shanghai ; il s'élance vingtième et dernier[16].

## Course

### Classement de la course
| Pos. | no | Pilote           | Écurie                  | Tours | Temps/Abandon                            | Grille | Points |
| ---- | -- | ---------------- | ----------------------- | ----- | ---------------------------------------- | ------ | ------ |
| 1    | 4  | Lando Norris     | McLaren-Mercedes        | 57    | 1 h 30 min 49 s 876 (203,670 km/h)       | 5      | 25     |
| 2    | 1  | Max Verstappen   | Red Bull-Honda RBPT     | 57    | + 7 s 612                                | 1      | 18     |
| 3    | 16 | Charles Leclerc  | Ferrari                 | 57    | + 9 s 920                                | 2      | 15     |
| 4    | 11 | Sergio Pérez     | Red Bull-Honda RBPT     | 57    | + 14 s 650                               | 4      | 12     |
| 5    | 55 | Carlos Sainz Jr. | Ferrari                 | 57    | + 15 s 407 (dont 5 s de pénalité)        | 3      | 10     |
| 6    | 44 | Lewis Hamilton   | Mercedes                | 57    | + 16 s 585                               | 8      | 8      |
| 7    | 22 | Yuki Tsunoda     | Racing Bulls-Honda RBPT | 57    | + 26 s 185                               | 10     | 6      |
| 8    | 63 | George Russell   | Mercedes                | 57    | + 34 s 789                               | 7      | 4      |
| 9    | 14 | Fernando Alonso  | Aston Martin-Mercedes   | 57    | + 37 s 107                               | 15     | 2      |
| 10   | 31 | Esteban Ocon     | Alpine-Renault          | 57    | + 39 s 746                               | 13     | 1      |
| 11   | 27 | Nico Hülkenberg  | Haas-Ferrari            | 57    | + 40 s 789                               | 9      |        |
| 12   | 10 | Pierre Gasly     | Alpine-Renault          | 57    | + 44 s 958                               | 12     |        |
| 13   | 81 | Oscar Piastri    | McLaren-Mercedes        | 57    | + 49 s 756                               | 6      |        |
| 14   | 24 | Zhou Guanyu      | Kick Sauber-Ferrari     | 57    | + 49 s 979                               | 19     |        |
| 15   | 3  | Daniel Ricciardo | Racing Bulls-Honda RBPT | 57    | + 50 s 956                               | 20     |        |
| 16   | 77 | Valtteri Bottas  | Kick Sauber-Ferrari     | 57    | + 52 s 356                               | 16     |        |
| 17   | 18 | Lance Stroll     | Aston Martin-Mercedes   | 57    | + 55 s 173 (dont 10 s de pénalité)       | 11     |        |
| 18   | 23 | Alexander Albon  | Williams-Mercedes       | 57    | + 1 min 16 s 091                         | 14     |        |
| 19   | 20 | Kevin Magnussen  | Haas-Ferrari            | 57    | + 1 min 24 s 683 (dont 20 s de pénalité) | 18     |        |
| Abd. | 2  | Logan Sargeant   | Williams-Mercedes       | 27    | Accrochage                               | 17     |        |

### Pole position et record du tour
- Pole position :  Max Verstappen (Red Bull-Honda RBPT) en 1 min 27 s 241 (223,326 km/h)[19].
- Meilleur tour en course :  Oscar Piastri (McLaren-Mercedes) en 1 min 39 s 634; treizième de la course, il ne peut prétendre à l'obtention du point bonus[20].

### Tours en tête
- Max Verstappen (Red Bull-Honda RBPT) : 22 tours (1-22)[21]
- Oscar Piastri (McLaren-Mercedes) : 4 tours (23-26)
- Lando Norris (McLaren-Mercedes) : 31 tours (27-57)

## Classements généraux à l'issue de la course
| Pos. | Pilote           | Écurie                  | Points |
| ---- | ---------------- | ----------------------- | ------ |
| 1    | Max Verstappen   | Red Bull-Honda RBPT     | 136    |
| 2    | Sergio Pérez     | Red Bull-Honda RBPT     | 103    |
| 3    | Charles Leclerc  | Ferrari                 | 98     |
| 4    | Lando Norris     | McLaren-Mercedes        | 83     |
| 5    | Carlos Sainz Jr. | Ferrari                 | 83     |
| 6    | Oscar Piastri    | McLaren-Mercedes        | 41     |
| 7    | George Russell   | Mercedes                | 37     |
| 8    | Fernando Alonso  | Aston Martin-Mercedes   | 33     |
| 9    | Lewis Hamilton   | Mercedes                | 27     |
| 10   | Yuki Tsunoda     | Racing Bulls-Honda RBPT | 14     |
| 11   | Lance Stroll     | Aston Martin-Mercedes   | 9      |
| 12   | Oliver Bearman   | Ferrari                 | 6      |
| 13   | Nico Hulkenberg  | Haas-Ferrari            | 6      |
| 14   | Daniel Ricciardo | Racing Bulls-Honda RBPT | 5      |
| 15   | Esteban Ocon     | Alpine-Renault          | 1      |
| 16   | Kevin Magnussen  | Haas-Ferrari            | 1      |

| Pos. | Écurie                  | Points |
| ---- | ----------------------- | ------ |
| 1    | Red Bull-Honda RBPT     | 239    |
| 2    | Ferrari                 | 187    |
| 3    | McLaren-Mercedes        | 124    |
| 4    | Mercedes                | 64     |
| 5    | Aston Martin-Mercedes   | 42     |
| 6    | Racing Bulls-Honda RBPT | 19     |
| 7    | Haas-Ferrari            | 7      |
| 8    | Alpine-Renault          | 1      |

## Statistiques
Le Grand Prix de Miami 2024 représente :
- la 38e pole position de Max Verstappen, invaincu dans cet exercice en six Grands Prix disputés depuis le début de la saison[23] ;
- la 1re victoire de Lando Norris pour son 110e départ en Grand Prix[24],[25] ;
- la 184e victoire de McLaren en tant que constructeur ; la précédente remontait au Grand Prix d'Italie 2021 avec Daniel Ricciardo[26] ;
- la 213e victoire de Mercedes en tant que motoriste[27] ;
- le 209e Grand Prix sans victoire et sans podium pour Nico Hülkenberg, nouveaux records en la matière[28].

Au cours de ce Grand Prix :
- Lando Norris devient le 114e vainqueur d'un Grand Prix de Formule 1[29] ;
- Lando Norris est le vingt-et-unième pilote britannique à s'imposer dans l'histoire de la Formule 1[30] ;
- Max Verstappen passe la barre des 2 700 points inscrits en Formule 1 (2 722,5 points)[31] ;
- Fernando Alonso atteint la barre des 2 300 points inscrits en Formule 1[32] ;
- Lando Norris passe la barre des 700 points inscrits en Formule 1 (716 points)[33] ;
- Lando Norris est élu « pilote du jour » à l'issue d'un vote organisé sur le site officiel de la Formule 1[34] ;
- Vitantonio Liuzzi (80 départs en Grands Prix entre 2005 et 2011, 26 points inscrits) est nommé conseiller par la FIA pour aider dans leurs jugements le groupe des commissaires de course[35].